# Alfonso Sanz
Alfonso Sanz Portolés (San Sebastián, 28 de julio de 1954) es un diplomático español que ha desempeñado el cargo de Secretario General de la Casa del Rey desde el 30 de septiembre de 2011 hasta el 27 de junio de 2014 y  consejero diplomático de la Casa de Su Majestad el Rey entre 2019 y 2024.

## Biografía
Alfonso Sanz Portolés es licenciado en Derecho y en 1984 ingresó en el cuerpo diplomático. Fue destinado a las embajadas de Arabia Saudí y Sudáfrica, en 1989 desempeñó el cargo de jefe de Área de Europa Occidental en la Subdirección General de Europa Occidental y después fue nombrado vocal asesor y director adjunto de los ministros de exteriores Francisco Fernández Ordóñez y Javier Solana.
A la Casa de S.M. el Rey entró en septiembre de 1993 como segundo jefe de Protocolo, también ocupó la Jefatura del Servicio de Protocolo (entre julio del 2000 y 2011).  El 15 de septiembre de 2011 fue nombrado Secretario General de la Casa del Rey, tomó posesión el 30 de ese mismo mes.
Cesó como consejero diplomático del rey en noviembre de 2024. Por sus servicios, se le concedió la Gran Cruz de la Real y Distinguida Orden Española de Carlos III.